# أزنا محلمك (بربرود الشرقي)
أزنا محلمك (بالفارسية: ازنا مهلمک) هي قرية تقع في إيران في قسم بربرود الشرقي الریفي. يقدر عدد سكانها بـ 517 نسمة .